# Мелані Лоран
Мелані́ Ежені́ Лора́н (фр. Mélanie Eugénie Laurent, МФА: [melani loʁɑ̃] ( прослухати); 21 лютого 1983, Париж) — французька кіноакторка, кінорежисерка, сценаристка, модель і співачка.

## Біографія
Народилася у єврейській сім'ї польського й туніського походження: батько — актор, депортований нацистами з Польщі, відомий озвучкою Неда Фландерса у французькому варіанті Сімпсонів; мати — балетна вчителька. Дитинство Мелані провела в IX окрузі Парижа і вже з юних років цікавилася кінематографом. Свою першу роль у фільмі «Міст між двома ріками» Мелані Лоран отримала завдяки випадковому знайомству з актором і режисером Жераром Депардьє на зйомках фільму «Астерікс і Обелікс проти Цезаря».
У період з 1998 по 2020 рік знялася у 38-ми повнометражних фільмах та трьох телесеріалах. У 2008 році виступила в ролі режисера і сценариста короткометражного еротичного фільму «A ses pieds» (укр. «До його ніг»), який був показаний на французькому телеканалі Canal+.

## Фільмографія

### Ролі в кіно
| Рік  |     | Українська назва               | Оригінальна назва                     | Роль |
| ---- | --- | ------------------------------ | ------------------------------------- | --- |
| 1998 | мс  | Витівки Софі                   | Les Malheurs de Sophie                | Озвучування. Епізод «Повернення до Франції» (фр. Retour en France). Мадлен де Флервіль у дитинстві (фр. Madeleine de Fleurville enfant) |
| 1999 | ф   | Міст між двома річками         | Un pont entre deux rives              | Лісбет (фр. Lisbeth) |
| 2000 | тф  | Нічна дорога                   | Route de nuit                         | Франческа (фр. Francesca) |
| 2001 | ф   | Це моє тіло                    | Ceci est mon corps                    | Клара (фр. Clara) |
| 2002 | ф   | Цілуй кого хочеш               | Embrassez qui vous voudrez            | Кароль (фр. Carole) |
| 2003 | ф   | Максимальний екстрим           | англ. Snowboarder                     | Селія (фр. Célia) |
| 2003 | кф  | Косарка                        | La faucheuse                          | Ізабель (фр. Isabelle) |
| 2003 | с   | Жан Мулен, французька справа   | Jean Moulin, une affaire française    | 3 серії. Аліса Аргуель (фр. Alice Arguel)                                                                                               |
| 2004 | ф   | Життя чекає на тебе            | Une vie à t'attendre                  | У титрах не вказана. Дівчина на заводі (фр. La jeune fille à l'usine)                                                                   |
| 2004 | ф   | Останній день                  | Le Dernier Jour                       | Луїза (фр. Louise) |
| 2004 | ф   | Рисова рапсодія                | кит.: 海南雞飯                        | Сабіна (фр. Sabine) |
| 2005 | ф   | І моє серце завмерло           | De battre mon cœur s'est arrêté       | подруга Мінскова (фр. petite amie de Minskov)                                                                                           |
| 2005 | кф  | Обличчя Аліси                  | Les visages d'Alice                   | Аліса (фр. Alice) |
| 2006 | ф   | Діккенек                       | Dikkenek                              | Наташа (фр. Natacha) |
| 2006 | ф   | Я в порядку, не хвилюйся       | Je vais bien, ne t'en fais pas        | Еліза «Лілі» Тельє (фр. Elise "Lili" Tellier)                                                                                           |
| 2006 | ф   | Патріоти                       | Indigènes                             | Маргарита з села Вогези (фр. Marguerite du village des Vosges)                                                                          |
| 2007 | ф   | Приховане кохання              | італ. L'amore nascosto                | Софія (італ. Sophie) |
| 2007 | ф   | Кімната смерті                 | La Chambre des morts                  | Люсі Геннебель (фр. Lucie Hennebelle)                                                                                                   |
| 2007 | ф   | Вбивця                         | Le Tueur                              | Стелла (фр. Stella) |
| 2007 | ф   | Белуга                         | Beluga                                | У титрах не вказана |
| 2008 | ф   | Париж                          | Paris                                 | Летиція (фр. Laetitia) |
| 2008 | кф  | Командирування                 | Voyage d'affaire                      | гостес (фр. Réceptioniste de Hôtel) |
| 2008 | кф  | Бюро знахідок                  | Objet Trouvé                          | вечірня гостя (фр. Invité soirée) |
| 2009 | ф   | Безславні виродки              | англ. Inglourious Basterds            | Шосанна (англ. Shosanna) |
| 2009 | ф   | Концерт                        | Le Concert                            | Анн-Марі Жаке / Леа (фр. Anne-Marie Jacquet / Lea)                                                                                      |
| 2009 | док | На кінці вудки                 | англ. The End of the Line             | Оповідач у французькій версії фільму |
| 2009 | ф   | Джек і Джилл: Любов на валізах | Jusqu'à toi                           | Хлоя (фр. Chloe) |
| 2009 | док | Один співає, другий теж        | L'une chante, l'autre aussi           | У титрах не вказана |
| 2010 | ф   | Початківці                     | англ. Beginners                       | Анна (англ. Anna) |
| 2010 | ф   | Облава                         | La Rafle                              | Аннетт Моно (фр. Annette Monod) |
| 2010 | с   | Ви, жінки                      | Vous les femmes                       | Епізод «Давній знайомий» (фр. Vieille connaissance). У титрах не вказана                                                                |
| 2011 | ф   | Всиновлені                     | Les Adoptés                           | Ліза (фр. Lisa) |
| 2011 | ф   | Реквієм за вбивцею             | Requiem pour une tueuse               | Лукреція (фр. Lucrèce) |
| 2011 | ф   | І раптом мені всіх не вистачає | Et soudain, tout le monde me manque   | Жустін Дрей (фр. Justine Dhrey) |
| 2013 | ф   | Ілюзія обману                  | Insaisissables (англ. Now You See Me) | Альма Дрей (англ. Alma Dray) |
| 2013 | ф   | Ворог                          | англ. Enemy                           | Мері (англ. Mary) |
| 2013 | ф   | Нічний потяг до Лісабона       | англ. Night Train to Lisbon           | молода Естефанія (англ. Young Estefânia)                                                                                                |
| 2014 | ф   | У повітрі                      | L'Attrape-rêves (англ. Aloft)         | Янні Рессмор (англ. Jannia Ressmore) |
| 2015 | мф  | Думками навиворіт              | англ. Inside Out                      | Озвучування французької версії фільму                                                                                                   |
| 2015 | ф   | Біля моря                      | англ. By the Sea                      | Леа (англ. Lea) |
| 2015 | ф   | Бумеранг                       | Boomerang                             | Аґата Рей (фр. Agathe Rey) |
| 2016 | ф   | Вічність                       | Éternité                              | Матильда (фр. Mathilde) |
| 2016 | ф   | Останні парижани               | Les Derniers Parisiens                | Марґо (фр. Margot) |
| 2017 | ф   | Син                            | Mon garçon                            | Марі Бланшар (фр. Marie Blanchard) |
| 2018 | ф   | Операція «Фінал»               | англ. Operation Finale                | Ганна Еліан (англ. Hanna Elian) |
| 2018 | ф   | Пригоди Мії та білого лева     | Mia et le Lion blanc                  | Еліс Овен (фр. Alice Owen) |
| 2018 | ф   | Серцеїд: Повернення героя      | Le Retour du héros                    | Елізабет Богран (фр. Elisabeth Beaugrand)                                                                                               |
| 2018 | кф  | Автостопщик                    | L'autostoppeuse                       | Емілі (фр. Emilie) |
| 2018 | ф   | Шестеро поза законом           | англ. 6 Underground                   | «Два» (англ. Two) |
| 2020 | с   | Маленька Америка               | англ. Little America                  | Епізод «Тиша» (фр. The Silence). Сільвіана (фр. Sylviane)                                                                               |
| 2021 | ф   | Кисень                         | Oxygène (англ. Oxygen)                | Елізабет «Ліз» Гансен (англ. Elizabeth 'Liz' Hansen)                                                                                    |
| 2021 | ф   | Бал безумців                   | Le Bal des folles                     | Женев'єв Ґлізес (англ. Geneviève Gleizes)                                                                                               |
| 2021 | с   | Природа говорить               | англ. Nature Is Speaking              | Озвучування. Епізод «Амазонія» (фр. L'Amazonie). Амазонка (фр. L'Amazonie)                                                              |
| 2022 | ф   | Шторм                          | Tempête                               | Марі (англ. Marie) |
| 2022 | ф   | Загадкове вбивство 2           | англ. Murder Mystery 2                | Клодетт (англ. Claudette) |
| 2023 | ф   | Злодійки                       | Voleuses                              | Марі (англ. Marie). Проєкт оголошено, пост-продукція                                                                                    |
| 2023 | ф   | Потоп                          | Le Déluge                             | Проєкт оголошено, пост-продукція |

## Нагороди та номінації
- 2006 — Приз Ромі Шнайдер
- 2007 — Сезар в категорії Найперспективніша акторка
- 2008 — номінація на «Золоту пальмову гілку» за короткометражні фільми
- 2015 — «Золотий Сван» найкращій молодій акторці на Кінофестивалі у Кабурі[6]